# チェ・ジョンフン
チェ・ジョンフン（최 종훈、崔 鍾訓、1990年3月7日 - ）は、韓国の元歌手、俳優。FTISLANDのメンバーだった。2019年3月14日、不祥事等によりFTISLANDから脱退、芸能界を引退した。

## 人物
- 京畿大学芸術大学電子デジタル音楽科に入学。
- デジタルソウル文化芸術大学実用外国語学科に編入。
- 身長178cm、体重70kg。
- 血液型A型。
- 一人っ子。
- 趣味は、ベアブリック集め、釣り、絵を描くこと、登山、ゴルフなど。特技はギター・ピアノ。
- FTISLANDの元リーダー

## 事件
元BIGBANGのV.I（スンリ）と親しい仲であり、その交遊仲間に加わっていたことから集団性的暴行（準強姦）や不法猥褻画像流布、飲酒運転などを起こした。2019年11月26日の一審で集団性暴行罪で懲役5年、2020年5月12日の二審で懲役2年6ヶ月を言い渡された。最後まで集団性的暴行（準強姦）については否認をしていたが認められなかった。
対象者とは、彼だけが和解しており、韓国の裁判では世間を騒がせすぎたとして実刑となった。

## 出演

### テレビドラマ
- オンエアー（2008年、SBS） FTISLANDとして第1話にカメオ出演
- きみはペット 韓国リメイク版（2011年）
- 意外なヒーローズ（2017年）